# Ronaldella
Ronaldella é um género botânico monotípico pertencente à família das orquídeas (Orchidaceae).